# Левон II
Левон II (вірм. Լեւոն Բ Մեծագործ, фр. Léon II; 1150—1219) коронований як Левон I — цар Кілікійської Вірменії з династії Рубенідів, правив з 1187 до 1219 року. Правління Левона II збіглося в часі з третім хрестовим походом під проводом Фрідріха I Барбаросси. Його сучасником була інша видатна постать тієї доби — Салах ад-Дін.
За часів правління Левона Великого Кілікія пережила добу економічного й культурного розквіту, бувши однією з найзначніших християнських країн на Близькому Сході. Такі світові сили, як Священна Римська імперія, папство та навіть Аббасидський халіф, сперечались за вплив над Кілікією. Кожен прагнув стати першим, хто визнає принца Кілікії Левона II законним королем. У підсумку 6 січня 1198 року в місті Тарс його короновали й проголосили царем спільно німецька і Візантійська імперії. На коронації Левона II були присутні представники як християнських, так і кількох мусульманських країн, таким чином підкресливши визначне положення, якого набула Кілікія.

## Зовнішня політика
З перших днів свого правління Левон II стикнувся з султанами Іконії, Дамаска й Алеппо. Щоб надалі не мати несподіванок, він збудував низку фортець на кордонах, де утримувались постійні гарнізони. Кілікія в той період була однією з економічно та політично найсильніших держав на Близькому Сході, мала торгові зв'язки з італійськими містами та країнами Сходу, розвинуті землеробство, ремесла та судноплавство. Тому хрестоносці вважали доцільним підтримувати з Кілікією дружні відносини.
Історичні умови часу висували Левона II на видне місце. 1187 року Єрусалим був здобутий Саладіном, і в Європі було прийнято рішення здійснити новий хрестовий похід. Фрідріх I Барбаросса, який вів німецьке ополчення, пішов через Кілікію. У скелях Тавра хрестоносці заблукали, й вірмени прийшли їм на допомогу. Імператор Фрідріх відрядив після того три почесних посольства до Левона II, й у промові до війська, як повідомляє вірменський історик Вардан, казав, між іншим, що Кілікія гідна мати короля.
Фрідріх загинув під час походу, але тоді Левон II звернувся до його наступника, Генріха VI й папи Целестина III, погоджуючись визнати себе васалом німецько-римської імперії та папського престолу. Папа, за згодою імператора, відрядив до Кілікії кардинала Конрада Віттельсбаха, архієпископа Майнцького, який привіз із собою, за висловом католикоса Григорія, «чудову корону». Папа ставив деякі, загалом незначні, умови для визнання Левона II королем; за розповіддю літописців, Левон переконав вірменське духовенство прийняти ці умови «для годиться», кажучи, що виконуватись вони не будуть. У Тарсі, у соборі святої Софії, 6 січня 1198 року, в день Богоявлення, католикосом і кардиналом, представником папи, Левон II з пишністю був коронований як король Вірменії. «Ви нам повернули, — писав потім Григорій папі, — корону, яку ми втратили з давніх-давен, коли були віддалені від вас».
Таким чином Левон II визнав себе васалом Риму. У листах до папи він підписувався: «з усією шаною, вдячною відданістю». Проте, з політичної точки зору, вибір настільки віддаленого сюзерена був справою досить далекоглядною. Ані папа, ані германський імператор жодного реального впливу на справи Кілікії мати не могли, але цей номінальний васалітет тісніше пов'язував нове царство з християнськими державами Азії та Європи і давав надію на допомогу в боротьбі з ворогами. Значення того, що сталось, зрозумів і візантійський імператор Олексій Ангел. Він також поспішив визнати Левона II королем, надіслав від себе «чудову корону, прикрашену золотом і коштовним камінням». При цьому Олексій писав: «Не покладай на свою голову корону латинян, але мою, бо твоя держава ближча до нас, ніж до Риму». Лев прийняв послів Візантії шанобливо та відпустив їх із дарами.

## Внутрішня політика
Прийнявши титул царя, Левон II постарався організувати своє царство за західними зразками. Він оточив себе сановниками, частково, затвердивши посади, що існували здавна, частково, створивши нові. Європейські хронографи розрізняють при дворі вірменського государя ті ж звання, які звикли бачити у себе на батьківщині, але в Кілікії ці звання часто мали інше значення. Так конетабль (thaga-dir або thagabah) була посада спадкова та власнику її надавалось право покладати корону на государя; далі йшли: начальник кінноти (spassalar), капелан, сенешаль, камерарій, проксіми, magistri scrinorum тощо; регент за часів неповноліття государя називався балій (balius). Була організована рада баронів (regalia curia); були графи, капітани, лицарі. Взагалі весь устрій життя був характерно феодальним, виробленим, звичайно, ще до Левона II та після нього продовжував розвиватись.
У Кілікії було правильно організовано суд, поставлено справу стягнення податків та зборів, торгівля підпорядковувалась певним правилам тощо. На всій культурі Кілікії лежав відбиток західного впливу. Характерними в цьому сенсі були скарги одного з кілікійських письменників кінця XII століття, святого Нерсеса Ламбронського: «Населення запозичує у франків любов до благ тимчасових, так само як і багато прекрасних речей, забуваючи про блага духовні».

## Розквіт держави

Вірменське Кілікійське царство за часів правління Левона II

За Левона II Кілікійське царство сягнуло свого найбільшого поширення. Воно обіймало на початку XIII століття весь кут Малої Азії навколо затоки Александретти. Столицею царства був спочатку Тарс, потім Сіс (Sisia), що стояв, як припускають, на місці стародавнього міста Флавія на маленькій притоці Джейхана. Джерела XII століття змальовують Сіс містом великим і населеним, кажуть, що він мав «величезне населення», «чудові церкви», «палац із бельведерами й садами», архіви, святі мощі тощо. Окрім Тарса й Сіса була в Кілікії низка інших значних міст. Гаванями служили Мерсіне, Айас і Тарс (останній до кінця XIII століття був доступним для великих суден). Втім, вірмени ніколи не тримали великого флоту, й морська торгівля велась іноземними купцями, які мали в Кілікії свої факторії та колонії.
Військова сила Кілікії була достатньою, щоб сперечатись із сусідніми державами. Проходи вглиб країни захищала низка фортець — Капан, Анарзаба тощо. Але краще всього була укріплена Кілікія природою. Один мандрівник писав про Кілікію:
|  | Ця країна вищою мірою захищена, бо з одного боку вона оточена морем, а з другого укріплена високими й наднеприступними горами, через які є лише невелика кількість проходів, що добре охороняються; таким чином чужоземець, якщо проникне до країни без особливого королівського дозволу, вже не зможе з неї вийти |

Всі ці переваги не врятували, однак, Кілікію від того розгрому, якого зазнала вся Передня Азія у XIII—XIV століттях. Загибелі царства сприяли також і внутрішні суперечки. Левон II помер 1219 року, не залишивши потомства чоловічої статі.